# Pablo Lenci
Pablo Javier Lenci Urrosqui (San Nicolás de los Arroyos, Buenos Aires, Argentina, 27 de diciembre de 1972) es un exfutbolista argentino que desarrolló la mayor parte de su carrera en Chile.

## Trayectoria
Nació en San Nicolás de los Arroyos, provincia de Buenos Aires. Se desempeñó como líbero y marcador central comenzando su trayectoria profesional en Newell's de Rosario el 8 de marzo de 1992 (1-0 ante Rosario Central), único encuentro que disputó en el Clausura de aquel año. En 1993 viajó junto a un equipo joven de Newell's a un cuadrangular amistoso, en el cual llamó la atención de Coquimbo Unido de la Primera División de Chile, quien solicitó su préstamo al cuadro argentino, llegando al equipo filiobustero junto a sus compatriotas Jorge Cerino y Gustavo Villagra. Tras su destacada campaña personal, fue adquirido por el cuadro coquimbano a mediados de 1993.
Luego de 5 temporadas en Coquimbo, en 1998 fue transferido a Deportes Iquique de la misma división. En el conjunto iquiqueño estuvo por dos temporadas, en donde fue uno de los titulares y hasta portó la jineta de capitán; sin embargo, su paso se vio opacado por un doping positivo y problemas económicos que lo llevaron a ser despedido junto a sus compañeros.La temporada 2000 firmó por Santiago Morning.
El año 2001 comenzó jugando en el Correcaminos de la UAT mexicano;sin embargo el segundo semestre firma por Universidad Católica de la Primera División de Chile, siendo solicitado por el entrenador Juvenal Olmos.En el equipo cruzado se coronó como campeón del Torneo Clasura 2002,manteniéndose a un gran nivel por las dos temporadas y media que vistió la camiseta cruzada. Sus últimos equipos fueron Palestino, Audax Italiano y Santiago Wanderers, donde se retira a fines de 2005. el último contrato que negoció Lenci con el equipo caturro, fue el primero en que intermedió el reconocido agente Fernando Felicevich.
Una vez retirado inició carrera como Técnico de fútbol siendo ayudante de Claudio Borghi en Argentinos Juniors y Boca Juniors, asumiendo posteriormente la Dirección Técnica del Club La Emilia de su ciudad San Nicolás.
Desde mediados de 2015, se suma al cuerpo técnico de Cobresal como ayudante de campo de Arturo Norambuena, hasta que el entrenador del primer equipo es destituido por los magros resultados.
En 2017 y hasta 2018, formó parte del cuerpo técnico de Francisco Bozán en la Universidad de Concepción.
En 2019, formará parte del cuerpo técnico de Martín Palermo en el Pachuca.
En febrero de 2020 nuevamente se incorpora como ayudante técnico de Francisco Bozán, en este caso en Deportes La Serena.

## Clubes
| Club                   | País      | Año       |
| ---------------------- | --------- | --------- |
| Newell's Old Boys      | Argentina | 1992      |
| Coquimbo Unido         | Chile     | 1993-1997 |
| Deportes Iquique       | Chile     | 1998-1999 |
| Santiago Morning       | Chile     | 2000      |
| Correcaminos de la UAT | México    | 2001      |
| Universidad Católica   | Chile     | 2001-2003 |
| Palestino              | Chile     | 2004      |
| Audax Italiano         | Chile     | 2004      |
| Santiago Wanderers     | Chile     | 2005      |

## Títulos y distinciones

### Campeonatos nacionales
| Título           | Club                 | País      | Año    |
| ---------------- | -------------------- | --------- | ------ |
| Primera División | Newell's Old Boys    | Argentina | 1992-C |
| Primera División | Universidad Católica | Chile     | 2002-A |

| Distinción                                        | Año  |
| ------------------------------------------------- | ---- |
| Equipo ideal del Torneo Apertura, Revista Triunfo | 2002 |